# 新芬黨之友

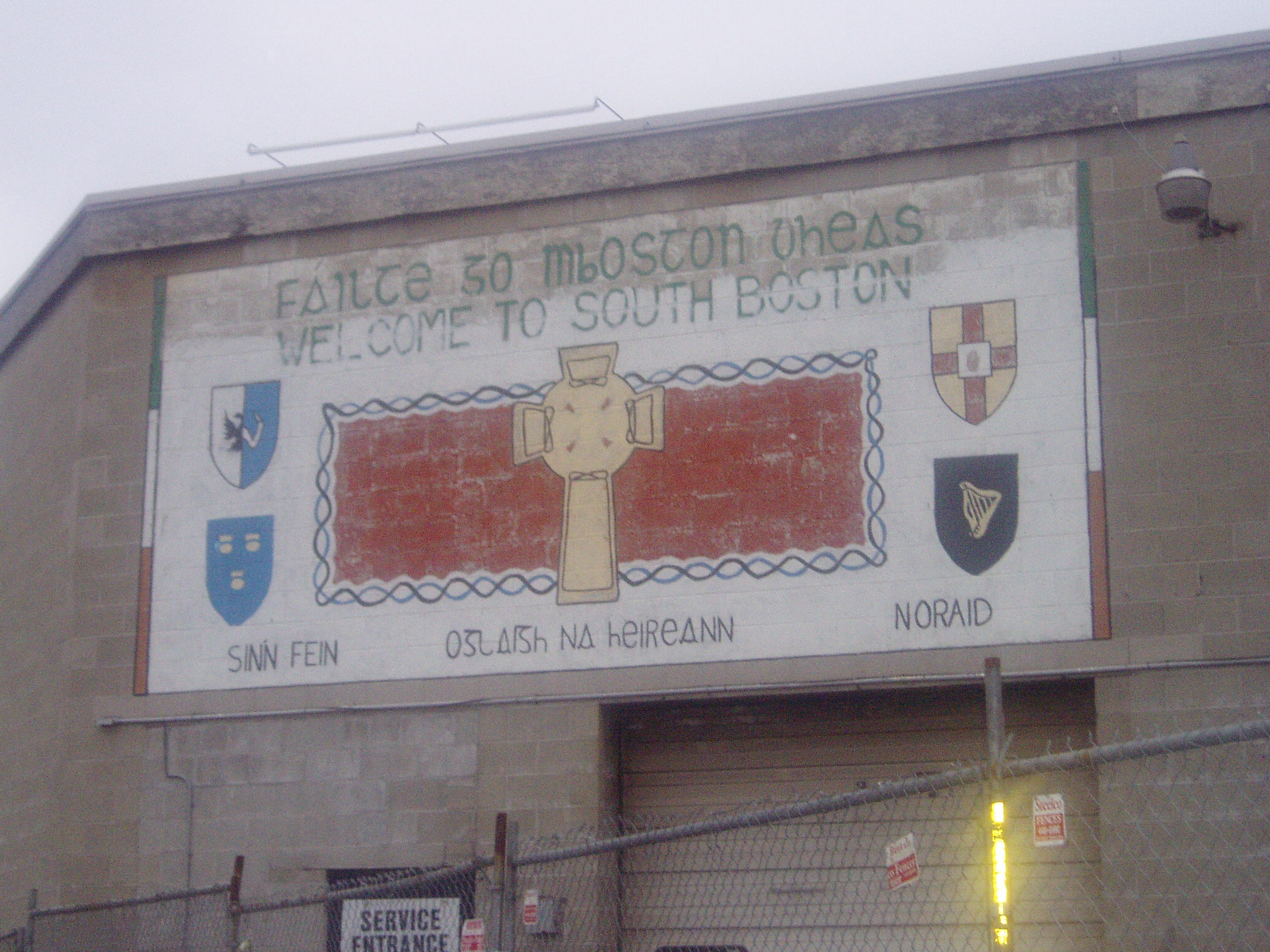
一幅位於波士頓南區的壁畫，上面有英文的「歡迎來到波士頓南區」與愛爾蘭文的「Fáilte go mBoston dheas」；一個凱爾特十字與愛爾蘭各省的省徽；另外，還寫著Sinn Féin、愛爾蘭志願軍與北愛爾蘭援助委員會。

新芬黨之友（英語：Friends of Sinn Féin），是蘇格蘭、英格蘭、威爾士、加拿大、澳大利亞和美國的六個愛爾蘭共和主義政治非營利組織所用的名稱；其中，位於紐約的美國新芬黨之友是最大與最成功的組織。
每個新芬黨之友組織都與新芬黨有關連，並和當地的愛爾蘭裔社群合作，促使新芬黨與當地政府之間的良好關係。許多的新芬黨政治人物參與國際巡迴演講，以便提高對該黨的支持。這在2014年澳洲可以見到，當時瑪麗·盧·麥當勞與弗朗西·莫洛伊訪問澳洲以提高當地愛爾蘭裔社群的支持。美國新芬黨之友是新芬黨的主要籌款來源之一，據報導，2008年美國新芬黨之友是該黨的主要贊助者與「主要資金來源」。